# Stehag
Stehag – miejscowość (tätort) w Szwecji, w regionie administracyjnym (län) Skania, w gminie Eslöv.
Według danych Szwedzkiego Urzędu Statystycznego liczba ludności wyniosła: 1191 (31 grudnia 2015), 1261 (31 grudnia 2018) i 1283 (31 grudnia 2019).